# Unruoch II del Friuli
Unruoch II del Friuli, noto anche come Unroch II o Unrico II, (... – 853) fu margravio e duca del Friuli dall'829 all'846.

## Biografia
Non è completamente chiara la sua origine, in quanto potrebbe essere stato il figlio di Unruoch I del Friuli o del conte del Friuli Berengario. Unruoch II fu amico dell'imperatore Carlo Magno e le fonti lo indicano tra i testimoni del testamento dell'imperatore risalente all'811. Nell'846 abdicò a favore del figlio Eberardo, che assunse la carica di margravio del Friuli.

## Famiglia e figli
Sposò Engeltrude, figlia del conte di Tolosa Begone, dalla quale ebbe cinque figli e una figlia:
- Eberardo (ca. 815 – 866), suo successore, che sposò la figlia di Ludovico il Pio Gisella;
- Berengario (ca. 790 – ca. 836), conte di Tolosa, che morì in battaglia;
- Amedeo (825 – ?), conte di Payn Langres;
- Ternois (825 – ?), che sposò il conte Gebhard Nieder-Lahngau;
- Alardo, abate di San Bertino;
- Amadeo (827 – ?), conte di Borgogna;
- Una figlia che sposò Suppone III, duca di Spoleto[3];
- (forse) Odalrico I,  conte di Barcellona, Gerona, Empúries e Rossiglione e marchese di Gotia (o Settimania) dall’852 all’858 e dall'859 alla sua morte conte di Argengau e Linzgau.